# Hasenheide (gata)

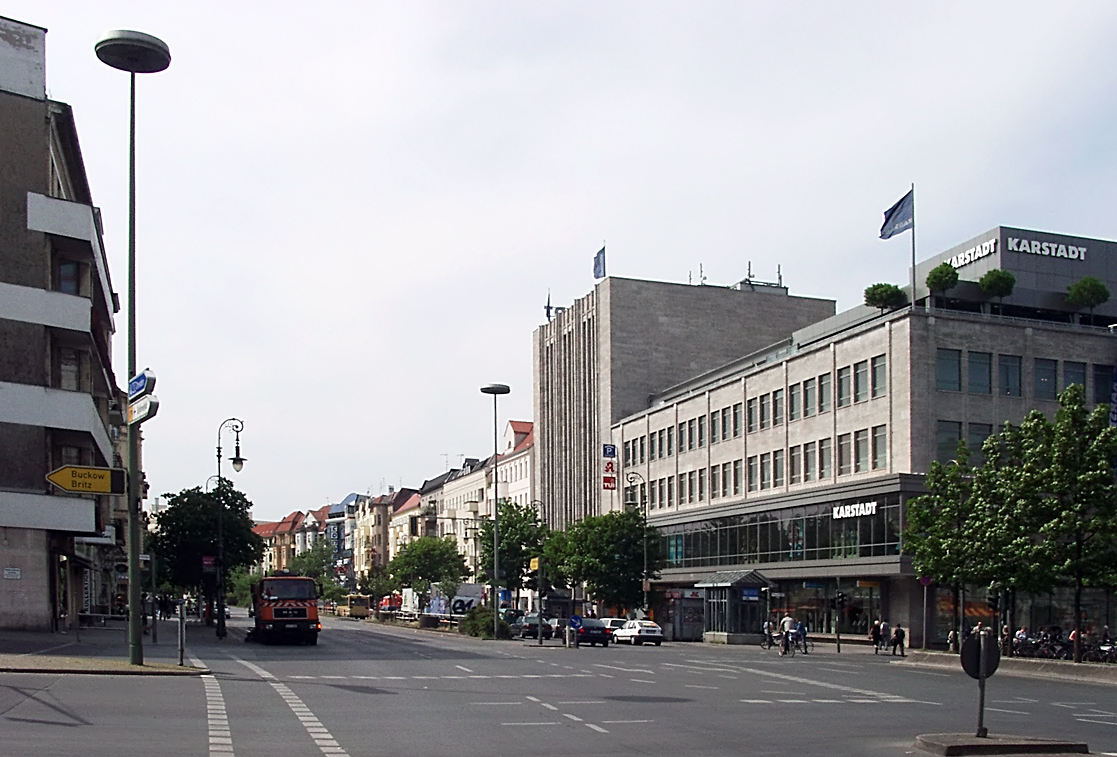
Hasenheides östra ände vid Hermannplatz och Karstadtvaruhuset.

Hasenheide är namnet på den större genomfartsgata i Berlin som går längs norra utkanten av Volkspark Hasenheide och sammanbinder Südstern i väster med Hermannplatz i öster. Den utgör här även gräns mellan stadsdelarna Kreuzberg norr om gatan och Neukölln söder om gatan.
Under gatan löper tunnelbanelinjen U7, med stationerna Südstern och Hermannplatz i västra respektive östra änden.

## Historia

### Före stadsbebyggelsen
Gatan ledde ursprungligen mitt igenom det 1678 anlagda kurfurstliga harjaktshägnet som givit området sitt namn. Vid östra änden låg från 1737 Rollkrug, ett skjutshåll med krog. Vid gatan anlades 1811 Tysklands första offentliga gymnastikövningsplats på initiativ av Friedrich Ludwig Jahn. Jahns rörelse blev också förknippad med det preussiska militära idealet om att tukta kroppen, och i närheten på Tempelhoffältet fanns under 1800-talet den preussiska militärens övningsfält. I närheten av ingången till folkparken finns sedan 1872 ett monument över "Turnvater Jahn".
År 1828 startade Madame W. C. Kamptz här vad som då kallades en idiotanstalt, då området vid denna tid fortfarande var avsides beläget i Berlins utkant.
Vägen från dagens Blücherstrasse över nuvarande Südstern till Hermannplatz byggdes ut till chausséstandard 1854 och avsnittet kom att benämnas Hasenhaide med dåtidens stavning efter parken. Den nuvarande stavningen Hasenheide infördes 1907. De förbättrade vägförbindelserna till Berlins centrum medverkade till att området, som redan under 1840-talet blivit ett populärt utflyktsmål, nu fick karaktär av nöjeskvarter med många öl- och kaffeserveringar utomhus. För den nöjessugne fanns även utställningsbodar, skjutbanor, salubodar och militärmusikkonserter.

### Bryggerier, festsalar och danspalats
Vid gatans östra ände uppförde köpmannen C. Kelch 1867 ett bryggeri på den tidigare lertäkten för Brauns tegelbruk, med en utskänkningsträdgård. Bryggeriet fick namnet "Bergbrauerei Hasenhaide". 1880 uppförde restaurangägaren Rudolf Sternecker en överdådig nöjeslokal som kallades "Neue Welt" på grund av sitt läge långt från centrum. Förutom de vanliga folknöjena fanns även den "Indiska salen", med en stor fontänförsedd dammanläggning framför, en hippodrom, en friluftsmanege samt en sal för "Bal champêtre", den "lantliga balen". En särskild attraktion var den elektriska järnvägen som Werner von Siemens redan 1879 hade demonstrerat på hantverksmässan i Moabit.
På platsen för den stora trädgårdssalen och balsalen uppfördes 1902 en ny stor salsbyggnad, med en mindre tillbyggnad uppförd 1910. De nya festsalarna i "Neue Welt" användes för ölfester, arbetarrörelsens möten och många julfiranden, sommarfester och branschsammankomster som anordnades av föreningar och förbund.
Salsbyggnaderna skadades svårt i andra världskriget. Den stora salen återuppbyggdes 1946 med planer på att driva den förstörda "Wintergarten" vidare som varietéscen. Planen kom dock aldrig att förverkligas, och istället uppfördes en biograf som övertog namnet Wintergarten. Den konkurrerande biografen "Primus Palast" låg tvärs över gatan.
Förutom Bergbrauerei, från 1875 kallat Bergschlossbrauerei, fanns här även Franz Happoldts bryggeri, som 1920 förvärvades av Schultheiss-bryggeriet. Schultheissbyggnaden försågs med en ny festsal, kallad Orpheum, som 1951 omvanlades till "Neue Ballhaus Resi". Denna danslokal var mycket påkostad för sin tid, med attraktioner som bordstelefoner, fontäner och en rörpostanläggning vid borden. Till byggnadsensemblen hörde även Unionsbrauereis tidigare balsal, Kaisersaal, som idag är den enda kvarvarande delen av byggnaden. Övriga delar av Resi revs 1979 efter ägarens konkurs föregående år. Byggnaden användes under en tid därefter som bibliotek och står idag i närmast oförändrat skick på Deutsche Rentenversicherungs tomt.
Unions-Brauerei stod på Hasenheide 22–31 och var på sin tid ett av Berlins största bryggerier med en utomhusservering. Företaget lät 1889 uppföra Kaisersaal (se ovan). Byggnaden är idag kulturminnesmärkt och bryggeriet köptes sedermera upp av Schultheiss.

### Trafik
I slutet av 1800-talet trafikerades Hasenheide med hästdragna spårvagnar på sträckan från Dönhoffplatz vid Leipziger Strasse över Hallesches Tor och Hasenheide till Rixdorf (nuv. Neukölln). 1899 ersattes hästspårvagnarna med en elektrisk spårvagnslinje på ringlinjen som förband Rixdorf med Britz, Tempelhof, Schöneberg och Kreuzberg, trafikerad av Südlichen Berliner Vorortbahn A.G. I samband med spårvägens nedläggning i Västberlin ersattes spårvagnstrafiken med buss 1963.

### Karstadtvaruhuset
Vid gatans östra ände vid Hermannplatz ligger Karstadtvaruhuset, ursprungligen öppnat 1929 som ett av världens då största varuhus, med omkring 4 000 anställda och 72 000 kvadratmeter butiksyta. De karakteristiska höga tornen och takterrassen samt ingången direkt från tunnelbaneplanet gjorde varuhuset till ett landmärke och blev med sitt stora utbud och attraktioner som levande musik i takterrassens trädgård ett populärt besöksmål i Berlin. Varuhuset förstördes till större delen i samband med slutstriderna om Berlin 1945, men återuppbyggdes i mindre format 1950–1951. Sedermera har moderna tillbyggnader tillkommit. En mindre del av den ursprungliga fyravåningsbyggnaden mot Hasenheide står kvar med den ursprungliga 20-talsfasaden och inkorporerades i efterkrigsbygget.

## Nuvarande gatubild

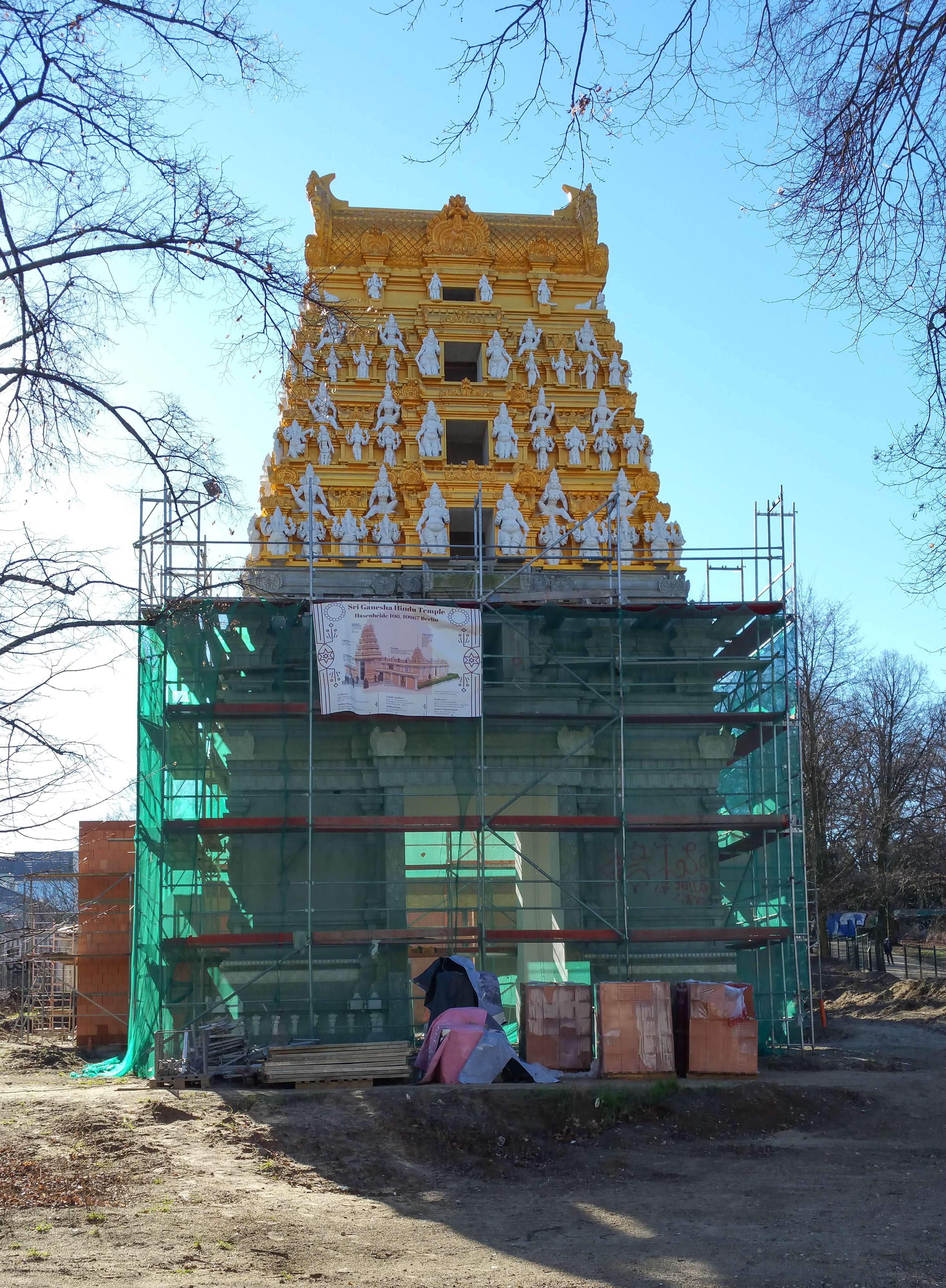
Det hinduiska Sri Ganesha-templet under uppförande 2019.

De stora ölserveringarna och danspalatsen existerar inte längre. "Resi" stängde 1977 och på platsen byggdes senare bostadskvarter efter ritningar av Rainer Oefelein och Bernhard Freund, sedan tidigare bland annat kända för High-Deck-Siedlung.
Bryggeriet och ölserveringen "Löwen-Böhmisch", det tidigare "Bergschloßbrauerei", såldes 1974 till bostadsföretaget Stadt und Land och stängdes 1975. "Neue Welt", som återöppnats 1956, stängdes slutligen 1982 och lokalerna är sedan 1985 ombyggda till snabbköp, gymlokaler och ett automatkasino. Den tidigare trädgården är idag omgjord till parkeringsyta. På Hasenheide 69 ligger idag ett modernt bryggeri med servering, Brauhaus Südstern.
I närheten av Jahnminnesplatsen i folkparken ligger det hinduiska Sri Ganesha-templet. Templet är det näst största hinduiska templet i Europa och är uppkallat efter guden Ganesha.

## Anslutande gator och torg
Vid Südstern i västra änden av gatan ansluter följande gator:
- Bergmannstrasse
- Blücherstrasse
- Gneisenaustrasse

Vid Hermannplatz södra del i östra änden av gatan ansluter följande gator:
- Hermannstrasse
- Karl-Marx-Strasse